# Дулебе
Дулебе (на сръбски: Дулебе) е село в Сърбия, разположено в община Тутин, Рашки окръг. Намира се на 899 метра надморска височина. Населението му според преброяването през 2011 г. е 54 души. При преброяването на населението през 2002 г. има 56 жители, от тях 42 (75,00 %) бошняци и 14 (25,00 %) сърби.

## Население
Численост на населението според преброяванията през годините:
- 1948 – 155 души
- 1953 – 168 души
- 1961 – 122 души
- 1971 – 90 души
- 1981 – 47 души
- 1991 – 56 души
- 2002 – 56 души
- 2011 – 54 души